# Zastava Bangladeša
Zastava Bangladeša usvojena je 17. siječnja 1972. Slična je prvotnoj inačici iz 1971. Ta je imala u suncu zemljovid Bangladeša. Zastava je sada gotovo jednaka japanskoj. Jedina razlika je podloga sunca koja je zelena, a ne bijela kao na japanskoj zastavi. Crvena je boja simbol sunca nad Bengalom, a zelena bogate vegetacije.

## Vanjske poveznice
- Flags of the World
- Banglapedia